# Peña del Agua
Peña del Agua är en ort i Mexiko.   Den ligger i kommunen Tlatlaya och delstaten Mexiko, i den södra delen av landet, 140 km sydväst om huvudstaden Mexico City. Peña del Agua ligger 1 654 meter över havet och antalet invånare är 199.
Terrängen runt Peña del Agua är kuperad norrut, men söderut är den bergig. Runt Peña del Agua är det ganska tätbefolkat, med 60 invånare per kvadratkilometer. Närmaste större samhälle är Amatepec, 2,7 km norr om Peña del Agua. I omgivningarna runt Peña del Agua växer huvudsakligen savannskog.